# Lluís Miñarro i Albero
Lluís Miñarro Albero (Barcelona, 1949) és productor, director i guionista de cinema.

## Carrera professional
Va crear els Cineclubs Arts i Mirador, el 1967.
Va ser crític cinematogràfic de les revistes Destino i Dirigido por (1970 – 1977).
El 1989 crea la societat EDDIE SAETA, empresa de producció audiovisual dedicada a la producció de pel·lícules publicitàries, llargmetratges i vídeoclips.
Amb Eddie Saeta ha produït més de 45 llargmetratges reconeguts internacionalment amb més de 140 premis; entre ells, la Palma d’Or a Cannes 2010 amb Uncle Boonmee who can recall his past lives, d’Apichatpong Weerasethakul. Va produir les primeres pel·lícules d'Albert Serra, Lisandro Alonso i les últimes de Manoel d'Oliveira. També ha participat en films de Naomi Kawase, Marc Recha, José Luis Guerín o Javier Rebollo.
Jurat en festivals com Locarno, Karlovy Vary, Sant Sebastià, Bafici, Munic, Basilea, Mar del Plata, Cartagena, Ciutat de Mèxic, entre d’altres. Distingit amb premis a la seva carrera i retrospectives a París, Tànger, Madrid, Barcelona, València, Fortalesa i Mèxic. L’any 2020 va organitzar un cicle de cineastes catalanes al Festival de Nara (Japó) amb la col·laboració de l’Institut Ramon Llull. Les seves produccions han visitat els més importants festivals, Cannes, Berlin, Venècia, Sant Sebastià o Locarno; cinemateques, la francesa, la portuguesa, l'alemanya o la uruguaiana; i museus del món com el MoMa o la Tate.
Com a director, es l'autor de Emergency Exit (2025), Love Me Not (2019), Stella Cadente (2014), Blow Horn (2009) i Familystrip (2009). És un productor i director únic que creu en la intel·ligència de l'espectador i en la cultura; ha acompanyat de manera creativa i efectiva el cinema independent d'Espanya i de Catalunya, d'Europa i del món.
Premi Ciutat de Barcelona 2010 i Premi Pepón Coromina 2020.

## Filmografia com a productor
- 1996: Coses que no et vaig dir mai, d'Isabel Coixet
- 2001: Fuente Alamo. La caricia del tiempo, de Pablo García
- 2003: Les mans buides, de Marc Recha
- 2005: Ar meno un quejío, de Fernando de France
- 2006: Honor de cavalleria, d'Albert Serra i Juanola
- 2006: La silla, de Julio D. Wallovits
- 2007: A la ciutat de Sylvia, de José Luis Guerín
- 2007: Escuchando Gabriel, de José Enrique March
- 2007: La cáscara, de Carlos Amegiio
- 2007: Bolboreta, Mariposa, Papallona, de Pablo García
- 2008: El baru blau, de Daniel V. Viliamediana
- 2008: El somni, de Christopher Farnarier
- 2008: Liverpool, de Lisandro Alonso
- 2008: El cant dels ocells, d'Albert Serra
- 2009: Aita, de José M de Orbe
- 2009: Blow Horn, de Lluís Miñarro
- 2009: Singularidades de una chica rubia, de Manoel de Oliveira
- 2009: Familystrip, de Lluís Miñarro
- 2009: Blow Horn, de Lluís Miñarro
- 2010: Aita, de Jose Mª de Orbe
- 2010: La mosquitera, de Agustí Vila
- 2010: Finisterrae, de Sergio Caballero
- 2010: El extraño caso de Angelica, de Manoel de Oliveira
- 2011: Medianeras, de Gustavo Taretto
- 2011: Hollywood Talkies, d'Oscar Pérez i Mia de Ribot
- 2011: Grimunho, de Helvecio Marins i Clarissa Campolina
- 2011: Amanecidos, de Yonay Boix i Pol Aregall
- 2012: Kanimambo, de Hwidar, Carla Subirana i Adán Aliaga
- 2012: La lapidation de Saint Étienne, de Pere Vilà Barceló
- 2012: 101, à propos de Manoel de Oliveira, de Lluís Miñarro (curtmetratge)
- 2013: Una mujer sin sombra. Asunción Balaguer, de Javier Espada
- 2013: La jungla interior, de Juan Barrero
- 2014: Stella Cadente, de Lluís Miñarro
- 2014: Escudella, de Lluís Miñarro (curtmetratge)
- 2014: Aguas Tranquilas, de Naomi Kawase
- 2014: Cábala Caníbal, de Daniel V. VIlamediana
- 2015: L'Artèria invisible, de Pere Vilà Barceló
- 2016: Oleg y las raras artes, de Andrés Duque
- 2016: Street name "Pirate", Patricio Castilla
- 2016: Vivir y otras ficciones, de Jo Sol
- 2017: Les unwanted de Europa, de Fabrizio Ferraro
- 2019: Love me not, de Lluís Miñarro
- 2020: Un blues para Teherán, de Javier Tolentino
- 2020: Chechpoint Berlin, dirigida por Fabrizio Ferraro
- 2020: La veduta luminosa, dirigifa por Fabrizio Ferraro
- 2020: Destello bravío, de Ainhoa Rodríguez
- 2022: I morti rimangono con la bocca aperta, de Fabrizio Ferraro
- 2024: En la alcoba del sultán, de Javier Rebollo
- 2024: Constel·lació Portabella, de Claudio Zulián
- 2025: Later in the clearing, de Martón Tarkövi
- 2025: Emergency Exit, de Lluís Miñarro

## Filmografia com a director i guionista
- 2025: Trepig (curtmetratge)
- 2025: Vamps (curtmetratge)
- 2025: Emergency Exit (ficció)
- 2019: Love Me Not (ficció)
- 2015: Escudella (curtmetratge)
- 2014: Stella cadente (ficció)
- 2012: 101, à propos de Manoel de Oliveira (documental)
- 2009: Blow Horn (documental)
- 2009: Familystrip (documental)

## Guardons

### Premis
- 2008: Festival de Sitges Premi honorari "Maria"
- 2010: Premi Ciutat de Barcelona
- 2011: Premi "Bisato d'Oro". Premi de la Crítica Independent (Venècia)
- 2011: Premi a la Indústria. Festival de Cinema Europeu de Sevilla
- 2011: Premi Nanook a la trajectoria. Festival CurtDoc (Vidreres)
- 2011: Menció especial del jurat. Festival Cinehorizontes (Marsella)
- 2012: Tomislav Pinter Award (Zadar)
- 2012: Premi Honorífic a la Carrera. Festival Márgenes
- 2017: Premis Yago. Premi a la trajectòria (Madrid)
- 2019 Premi honorífic del Festival de Cinema Mediterrani (Tetuán)
- 2019: Premi Especial Abycine
- 2020: Premi Pepón Coromina, atorgat per l'Acadèmia del Cinema Català.[3]
- 2020: Premi Nacional de Cultura[2]
- 2022: Premi Cuórum Morelia Iberoamericano
- 2023: Premi Venus d'Honor. Badalona Film Festival Filmets

### Nominacions
- 1996: Golen d'or a la Millor Pel·lícula. Festival de Praga. Coses que no et vaig dir mai
- 1996: Premi al Millor Guió. Cercle d'escriptors cinematogràfics. Coses que no et vaig dir mai
- 2008: Premi a la Millor Pel·lícula. Festival de Gijón. Liverpool
- 2008: Premi Jules Verne. Festival du cinema espagnol de Nantes. A la ciutat de Sylvia
- 2008: Premi Millor Pel·lícula. Festival de Cine de Corinto. Escuchando a Gabriel
- 2004: Premi Millor Muntatge. Premis Barcelona. Les Mans Buides
- 2005: Biznaga de Plata a la Millor Pel·lícula. Festival de Málaga Zonazine. Ar Meno un Quejío'
- 2006: 1996: Grand Prix. Millor Pel·lícula. Festival de Cine de Beifort. Honor de Cavalleria
- 2006: Premi Especial del Jurat. Bienal d'Annecy. França. La Silla
- 2007: Premi Millor Pel·lícula. Bogotá Film Festival. La Cáscara
- 2008: Premi a la Millor Pel·lícula. Festival de Gijón. Liverpool
- 2008: Premi Jules Verne. Festival du cinema espagnol de Nantes. A la ciutat de Sylvia
- 2008: Premi Millor Pel·lícula. Festival de Cine de Corinto. Escuchando a Gabriel
- 2009: Gaudí a la millor pel·lícula en llengua catalana per El cant dels ocells
- 2009: Premi del Jurat. Aux 4 Coins du Monde. França.El somni
- 2009: Premi ACE. Associació de Crítics de Nova York. A la ciutat de Sylvia
- 2015: Gaudí a la millor direcció per Stella Cadente